# Noccaea parviflora
Noccaea parviflora là một loài thực vật có hoa trong họ Cải. Loài này được (A. Nelson) Holub mô tả khoa học đầu tiên năm 1998.